# Cyborgs Obninsk 2022
Questa voce raccoglie le informazioni riguardanti i Cyborgs Obninsk nelle competizioni ufficiali della stagione 2022.
Hanno partecipato alla EESL Vtoraja Liga con la seconda squadra, denominata Cyborgs Moscow.

## EESL Vtoraja Liga 2022

### Stagione regolare
| Mosca 30 aprile 2022 1ª giornata | Cyborgs Moscow | 0 – 20 referto | Moscow Capital Sharks | Stadion v Taganskom Parke |

| Bor 14 maggio 2022 2ª giornata | Nizhnij Novgorod Apache | 28 – 0 referto | Cyborgs Moscow | Stadion Spartak |

| Orël 28 maggio 2022 3ª giornata | Orel Eagles | 22 – 0 referto | Cyborgs Moscow | SŠ Ledovoe Pokolenie |

| Mosca 11 giugno 2022 4ª giornata | Cyborgs Moscow | 12 – 22 (0-8 0-0 6-8 6-6) referto | Orel Eagles | Stadion v Taganskom Parke |

| Mosca 25 giugno 2022 5ª giornata | Cyborgs Moscow | 12 – 60 referto | Nizhnij Novgorod Apache | Stadion v Taganskom Parke |

| Mosca 9 luglio 2022, ore 14:00 MSK 6ª giornata | Moscow Capital Sharks | 44 – 8 (0-0 12-8 12-0 20-0) referto | Cyborgs Moscow | Stadion v Taganskom Parke |

## Statistiche di squadra
| Competizione      | %Vittorie | In casa | In casa | In casa | In casa | In casa | In casa | In trasferta | In trasferta | In trasferta | In trasferta | In trasferta | In trasferta | Totale | Totale | Totale | Totale | Totale | Totale |
| Competizione      | %Vittorie | G       | V       | N       | P       | Pf      | Ps      | G            | V            | N            | P            | Pf           | Ps           | G      | V      | N      | P      | Pf     | Ps     |
| ----------------- | --------- | ------- | ------- | ------- | ------- | ------- | ------- | ------------ | ------------ | ------------ | ------------ | ------------ | ------------ | ------ | ------ | ------ | ------ | ------ | ------ |
| Stagione regolare | .000      | 3       | 0       | 0       | 3       | 24      | 102     | 3            | 0            | 0            | 3            | 8            | 94           | 6      | 0      | 0      | 6      | 32     | 196    |
| Totale            | .000      | 3       | 0       | 0       | 3       | 24      | 102     | 3            | 0            | 0            | 3            | 8            | 94           | 6      | 0      | 0      | 6      | 32     | 196    |